# Историја Совјетског Савеза (1927—1953)
Историја Совјетског Савеза између 1927. и 1953. покрива период у совјетској историји од успостављања стаљинизма кроз победу у Другом светском рату до смрти Јосифа Стаљина 1953. године. Стаљин је настојао да уништи своје непријатеље док је истовремено трансформисао совјетско друштво централним планирањем, посебно кроз присилну колективизацију пољопривреде и брзи развој тешке индустрије. Стаљин је учврстио своју власт у партији и држави и неговао широк култ личности. Совјетска тајна полиција и масовна мобилизација Комунистичке партије служили су као Стаљиново главно оруђе у обликовању совјетског друштва. Стаљинове методе у постизању његових циљева, које су укључивале партијске чистке, политичку репресију над општом популацијом и присилну колективизацију, довеле су до смрти милиона људи: у радним логорима гулаг и током глади.
Други светски рат, познат као „Велики отаџбински рат“ од стране совјетских историчара, разорио је већи део СССР-а, при чему је отприлике свака три смртна случаја у Другом светском рату представљала грађанина Совјетског Савеза. Током Другог светског рата, армије Совјетског Савеза окупирале су источну Европу, где су успоставиле или подржавале комунистичке марионетске владе. До 1949, Хладни рат је отпочео између Западног и Источног (Совјетског) блока, са Варшавским пактом (створен 1955) против НАТО-а (створеног 1949) у Европи.

## Развој совјетске државе

### Индустријализација у пракси
Мобилизација ресурса државним планирањем проширила је индустријску базу земље. Од 1928. до 1932. производња сировог гвожђа, неопходног за даљи развој индустријске инфраструктуре, порасла је са 3,3 милиона на 6,2 милиона тона годишње. Производња угља, основног горива модерних економија и стаљинистичке индустријализације, порасла је са 35,4 милиона на 64 милиона тона, а производња жељезне руде са 5,7 милиона на 19 милиона тона. Изграђени су или су били у изградњи велики број индустријских комплекса као што су Магнитогорск и Кузњецк, Московска и Горкијска аутомобилска фабрика, Уралске планине и Краматорске фабрике тешких машина, Харков, Стаљинград и Чељабинск.
У реалном смислу, животни стандард радника је имао тенденцију пада, а не раста током индустријализације. Стаљинови закони о пооштравању радне дисциплине погоршали су ситуацију: на пример, промена Закона о раду РСФСР -а из 1932. омогућила је отпуштање радника који су без разлога били одсутни са радног места само један дан. Отпуштање сходно томе значило је губитак „права на коришћење следовања и робних картица“, као и „губитак права на коришћење стана″, па чак и стављање на црну листу за добијање новог запослења, што је свеукупно значило претњу од гладовања. Те мере, међутим, нису у потпуности спроведене, пошто су менаџери били под тешким притиском да замене ове раднике. Насупрот томе, примењено је законодавство из 1938. године, које је увело радне књижице, праћено великим ревизијама закона о раду. На пример, одсуство или чак 20 минута кашњења били су разлог за отпуштање; руководиоци који нису успели да спроведу ове законе суочили су се са кривичним гоњењем. Касније је Указ Президијума Врховног Совјета од 26. јуна 1940. „О преласку на осмочасовни радни дан, седмодневну радну недељу и о забрани неовлашћеног одласка радника и канцеларијских радника из фабрика и канцеларија„ заменио је измене из 1938. обавезним кривичним казнама за напуштање посла (2–4 месеца затвора), за кашњење од 20 минута (6 месеци условне казне и одузимање плате од 25 процената) итд.
На основу ових података, совјетска влада је изјавила да је петогодишњи план индустријске производње за само четири године испуњен за 93,7%, док су делови посвећени деловима тешке индустрије испуњени 108%. Стаљин је у децембру 1932. прогласио план успешним Централном комитету јер би повећање производње угља и гвожђа подстакло будући развој.
Током Другог петогодишњег плана (1933–1937), на основу огромних улагања током првог плана, индустрија се изузетно брзо ширила и скоро достигла циљеве плана. До 1937. производња угља износила је 127 милиона тона, сировог гвожђа 14,5 милиона тона, а дошло је до веома брзог развоја индустрије наоружања.
Иако јесте донео огроман скок у расту индустријских капацитета, Први петогодишњи план је био изузетно оштар према индустријским радницима; квоте је било тешко испунити, захтевало се да рудари уложе 16 до 18 радних часова по дану. Неиспуњавање квота могло је довести до оптужби за издају. Услови за рад су били лоши, чак и опасни. Због алокације ресурса за индустрију уз смањење продуктивности од колективизације, дошло је до глади. У изградњи индустријских комплекса логораши Гулага су коришћени као потрошни ресурси. Али услови су се брзо побољшали током другог плана. Током 1930-их, индустријализација је комбинована са брзим ширењем техничког и инжењерског образовања, као и све већим нагласком на муницију.
Од 1921. до 1954. године, полицијска држава је дејствовала великим интензитетом, тражећи свакога ко је оптужен за саботирање система. Процењене бројке се веома разликују. Можда је 3,7 милиона људи осуђено за наводне контрареволуционарне злочине, укључујући 600 000 осуђених на смрт, 2,4 милиона осуђено на радне логоре и 700 000 осуђено на емиграцију . Стаљинистичка репресија достигла је врхунац током Велике чистке 1937–1938, која је уклонила многе веште менаџере и стручњаке и знатно успорила индустријску производњу 1937.

## Економија

### Колективизација пољопривреде
Под НЕП-ом (Нова економска политика), Лењин је морао да толерише даље постојање пољопривреде у приватном власништву. Одлучио је да сачека најмање 20 година пре него што покуша да га стави под контролу државе и да се у међувремену концентрише на индустријски развој. Међутим, након Стаљиновог доласка на власт, временски рок за колективизацију је скраћен на само пет година. Потражња за храном је интензивирана, посебно у примарним регионима производње житарица у СССР-у, са примењеним новим, присилним приступима. Уласком у колхозе (колхозе), сељаци су морали да се одрекну својих приватних парцела и имања. Сваку жетву, колхозну производњу продавала је држави по ниској цени коју је сама држава одредила. Међутим, природни напредак колективизације био је спор, па је новембарски пленум Централног комитета 1929. одлучио да се колективизација убрза на силу. У сваком случају, руска сељачка култура формирала је бедем традиционализма који је стајао на путу остварењу циљева совјетске државе.
Имајући у виду циљеве првог петогодишњег плана, држава је тражила појачану политичку контролу пољопривреде како би прехранила градско становништво које брзо расте и повећала извоз житарица добила извор девиза. С обзиром на касни почетак, СССР је морао да увезе значајан број скупих технологија неопходних за тешку индустријализацију.
До 1936. године око 90% совјетске пољопривреде је било колективизовано. У многим случајевима, сељаци су се огорчено противили овом процесу и често су клали своје животиње уместо да их дају у колхозе, иако је влада желела само жито. Кулаци, просперитетни сељаци, били су присилно пресељени у Казахстан, Сибир и руски крајњи север (велики део кулака служио је у логорима за принудни рад). Међутим, скоро свако ко се противио колективизацији сматран је "кулаком". Политика ликвидације кулака као класе — коју је Стаљин формулисао крајем 1929. године — подразумевала је нека погубљења, а још више депортације у специјална насеља, а понекад и у логоре за принудни рад.
Упркос очекивањима, колективизација је довела до катастрофалног пада продуктивности пољопривредних газдинстава, која се није вратила на нивое постигнуте током НЕП-а све до 1940. године. Преокрет у вези са колективизацијом био је посебно озбиљан у Украјини и региону Волге са великим делом Украјине. Сељаци су масовно клали своју стоку него што су је се одрекли. Само 1930. године убијено је 25% говеда, оваца и коза у земљи и једна трећина свих свиња. Тек 1980-их година совјетски број стоке вратио се на ниво из 1928. године. Владине бирократе, које су добиле основно образовање о пољопривредним техникама, послате су на село да „науче“ сељаке новим начинима социјалистичке пољопривреде, ослањајући се углавном на теоријске идеје које су имале мало основа у стварности. И након што је држава неминовно победила и успела да наметне колективизацију, сељаци су чинили све што су могли на начин саботаже. Обрађивали су далеко мање делове своје земље и радили много мање. Размере украјинске глади навеле су многе украјинске научнике да тврде да је постојала намерна политика геноцида против украјинског народа. Други научници тврде да је велики број мртвих био неизбежан резултат веома лоше испланиране операције против свих сељака, који су давали мало подршке Лењину или Стаљину.
Скоро 99% све обрађене земље је до краја 1937. повучено у колективне фарме. Ужасна цена коју је плаћало сељаштво тек треба прецизно да се утврди, али је вероватно до 5 милиона људи умрло од прогона или глади у овим годинама. Украјинци и Казахстанци су страдали горе од већине народа.— историчар Роберт Сервис, Comrades! A History of World Communism. 2007.
Само у Украјини, број људи који су умрли од глади сада се процењује на 3,5 милиона.
СССР је 1940. анексиро Естонију, Летонију и Литванију, које су 1941. заузели Немци, а затим су враћене под совјетску власт 1944. године. Колективизација њихових газдинстава почела је 1948. године. Користећи терор, масовна убиства и депортације, већина сељаштва је колективизована до 1952. Пољопривредна производња је драматично опала у свим осталим совјетским републикама.

### Убрзана индустријализација
У периоду брзе индустријализације и масовне колективизације који је претходио Другом светском рату, број совјетске запослености је доживео експоненцијални раст. Очекивало се 3,9 милиона радних места годишње до 1923. године, али се тај број заправо попео на невероватних 6,4 милиона. До 1937. број је поново порастао, на око 7,9 милиона. Коначно, 1940. достигао је 8,3 милиона. Између 1926. и 1930. године градско становништво се повећало за 30 милиона. Незапосленост је била проблем у касној царској Русији, па чак и под НЕП-ом, али је престала да буде главни фактор након имплементације Стаљиновог програма масовне индустријализације. Оштра мобилизација ресурса коришћених за индустријализацију досадашњег аграрног друштва створила је огромну потребу за радном снагом; незапосленост је практично пала на нулу. Одређивање плата од стране совјетских планера такође је допринело наглом смањењу незапослености, која је реално опала за 50% од 1928. до 1940. године. Са вештачким смањењем плата, држава би могла да приушти да запосли много више радника него што би то било финансијски одрживо у тржишној економији. Започето је неколико амбициозних експлоатационих пројеката који су настојали да набаве сировине за војну опрему и робу широке потрошње.
Московски и Горкијевски аутомобилски погони производили су аутомобиле за ширу јавност — упркос томе што је мали број совјетских грађана себи могао да приушти куповину аутомобила — а проширење производње челика и других индустријских материјала омогућило је производњу већег броја аутомобила. Производња аутомобила и камиона, на пример, достигла је 200.000 комада 1931. г.
Минимална зарада од 110−115 рубаља установљена је 1937. године; приватним баштама било је дозвољено да милион радника обрађује на својим приватним парцелама. Упркос томе, већина совјетских радника живела је у препуним заједничким стамбеним и спаваоницама и патила од крајњег сиромаштва.

## Друштво

### Пропаганда
Већина највиших комунистичких вођа 1920-их и 1930-их били су пропагандисти или уредници пре 1917. и били су веома свесни важности пропаганде. Чим су дошли на власт 1917. године, преузели су монопол над свим комуникационим медијима и знатно проширили свој пропагандни апарат у погледу новина, часописа и памфлета. Радио је постао моћно средство 1930-их. Стаљин је, на пример, био уредник Правде. Поред националних листова Правда и Известија, постојале су бројне регионалне публикације, као и новине и часописи и сви важни језици. Гвоздена униформност мишљења била је норма током совјетске ере. Писаће машине и штампарске машине су биле строго контролисане током 1980-их да би се спречиле неовлашћене публикације. Самиздатов илегални промет субверзивне и публицистике је брутално сузбијен. Ретки изузеци од 100% униформности у званичним медијима били су показатељи битака на високом нивоу. Совјетски нацрт устава из 1936. био је пример. Правда и Труд (лист за физичке раднике) похвалили су нацрт устава. Међутим, Известију је контролисао Николај Бухарин и објављивала је негативна писма и извештаје. Бухарин је победио и главна линија партије се променила и почела да напада „троцкистичке“ опозиционаре и издајнике. Бухаринов успех био је кратког даха; ухапшен је 1937. године, приказан је на суђењу и стрељан.

### Образовање
Индустријски радници морали су да буду образовани да би били конкурентни и зато су поренути програми који су истовремено са индустријализацијом да би у великој мери повећао број школа и општи квалитет образовања. Године 1927. 7,9 милиона ученика похађало је 118.558 школа. До 1933. тај број је порастао на 9,7 милиона ученика у 166.275 школа. Поред тога, 900 специјалистичких одељења и 566 установа изграђено је и потпуно оперативно до 1933. године. Као резултат тога, стопа писмености је значајно порасла, посебно у централноазијским републикама.

### Жене
Совјетски народ је такође имао користи од једне врсте друштвене либерализације. Жене су требале да добију исто образовање као и мушкарци и, барем правно гледано, добију иста права као мушкарци на радном месту. Иако у пракси ови циљеви нису постигнути, напори да се они постигну и констатација теоријске једнакости довели су до општег побољшања социо-економског статуса жена.
Жене су приметно регрутоване као службенице у робним кућама, што је резултирало „феминизацијом“ робних кућа пошто је број женског продајног особља порастао са 45 одсто укупног продајног особља 1935. на 62 одсто укупног продајног особља 1938. године. Ово је делимично било због пропагандне кампање покренуте 1931. године која је повезивала женственост са „културом“ и тврдила да је Нова совјетска жена такође запослена жена. Штавише, особље робних кућа имало је низак статус у Совјетском Савезу и многи мушкарци нису хтели да раде као продајно особље, што је довело до тога да су послови продавача добијале лоше образоване жене из радничке класе и жена које су тек стигле у градове са села.

### Здравље
Стаљинистички развој је такође допринео напретку здравствене заштите, што је означило огроман напредак у односу на царску еру. Стаљинова политика је омогућила совјетском народу приступ бесплатној здравственој заштити и образовању. Широко распрострањени програми имунизације створили су прву генерацију ослобођену страха од тифуса и колере . Појава ових болести пала је на рекордно низак број, а стопе смртности новорођенчади су значајно смањене, што је резултирало повећањем очекиваног животног века и мушкараца и жена за преко 20 година до средине до краја 1950-их.

### Омладина
Комсомол или омладински комунистички савез, била је потпуно нова омладинска организација коју је осмислио Лењин. Временом је постала ентузијастична ударна снага која је организовала комунизам широм Совјетског Савеза и често позивала да нападне традиционалне непријатеље. Комсомол је играо важну улогу као механизам за подучавање партијских вредности млађе генерације. Комсомол је такође служио као покретна група радника и политичког активизма, са могућношћу да се у кратком року пресели у области високог приоритета. Током 1920-их Кремљ је Комсомолу доделио главне одговорности за промовисање индустријализације на нивоу фабрике. Године 1929. 7.000 комсомолских кадета градило је фабрику трактора у Стаљингграду, 56.000 других градило је фабрике на Уралу, а 36.000 је добило задатак да ради под земљом у рудницима угља. Циљ је био да се обезбеди енергично тврдо језгро бољшевичких активиста које може да утиче на своје другове раднике у фабрикама и рудницима који су били у центру комунистичке идеологије.
Комсомол је усвојио меритократску, наводно класно слепу политику одабира чланства 1935. године, али резултат је био пад броја чланова омладине радничке класе и доминација боље образоване омладине. Нова друштвена хијерархија се појавила када су се млади професионалци и студенти придружили совјетској елити, истиснувши пролетере. Политика чланства Комсомола 1930-их одражавала је ширу природу стаљинизма, комбинујући лењинистичку реторику о напретку без класа са стаљинистичким прагматизмом усредсређеним на добијање најентузијастичнијег и највештијег чланства.

### Модерност
Урбане жене под Стаљином, паралелно са модернизацијом западних земаља, такође су биле прва генерација жена које су могле да се порођају у болници са приступом пренаталној нези. Образовање је било још једна област у којој је дошло до побољшања након економског развоја, такође паралелно са другим западним земљама. Генерација рођена за време Стаљинове владавине била је прва скоро универзално писмена генерација. Неки инжењери су послати у иностранство да уче индустријску технологију, а стотине страних инжењера доведено је у Русију по уговору. Побољшане су и саобраћајне везе, јер је изграђено много нових железница, али уз принудни рад, који је коштао хиљаде живота. Радници који су прекорачили своје квоте, стахановци, добијали су многе подстицаје за свој рад, иако су многи такви радници у ствари били „уређени“ да успеју тако што су им пружали изузетну помоћ у раду, а затим су њихова достигнућа коришћена за пропаганду.

### Религија
Систематски напади на Руску православну цркву почели су чим су бољшевици преузели власт 1917. године. 1930-их Стаљин је интензивирао свој рат против организоване религије. Готово све цркве и манастири су затворени, а десетине хиљада свештеника затворено или погубљено. Историчар Димитриј Поспиловски процењује да је између 5.000 и 10.000 православног свештенства умрло погубљењем или у затвору 1918–1929, плус додатних 45.000 1930–1939. Монаси, монахиње и људи повезани са црквом чинили су додатних 40.000 мртвих.
Државна пропагандна машина је енергично промовисала атеизам и осуђивала религију као артефакт капиталистичког друштва. Папа Пије XI је 1937. осудио нападе на религију у Совјетском Савезу. До 1940. године остао је отворен само мали број цркава. Ране антирелигијске кампање под Лењином биле су углавном усмерене на Руску православну цркву, јер је она била симбол царске власти. Током 1930-их, мете су биле све вере: мањинске хришћанске деноминације, ислам, јудаизам и будизам. На дуге стазе атеизам није успео да придобије много људи. Религија је ојачала у подземљу и поново је оживела да би помогла у борби против Другог светског рата. Доживео је процват након пада комунизма 1990-их. Као што Пол Фроезе објашњава:
Атеисти су водили 70-годишњи рат против верских уверења у Совјетском Савезу. Комунистичка партија је уништавала цркве, џамије и храмове; погубио је верске вође; преплавила је школе и медије антирелигијском пропагандом; и увео је систем веровања назван „научни атеизам“, употпуњен атеистичким ритуалима, прозелитизерима и обећањем светског спасења. Али на крају, већина старијих совјетских грађана задржала је своја верска уверења, а број грађана који су превише млади да би искусили предсовјетско време стекао је верска уверења.
Међутим, према званичној статистици из 2012. године, скоро 15% етничких Руса се изјашњава као атеисти, а скоро 27% се изјашњава као неприпадајући било којој религији.

## Велика чистка
Како се овај процес одвијао, Стаљин је консолидовао скоро апсолутну власт и уклањао је потенцијалну опозицију. У периоду 1936–1938, око три четвртине милиона Совјета је погубљено, а више од милион других осуђено је на дуге казне у тешким радним логорима. Стаљинов велики терор опустошио је редове директора фабрика и инжењера и уклонио већину виших официра у војсци. Повод је био атентат на Сергеја Кирова 1934. (за који многи сумњају да је Стаљин планирао, иако за то нема доказа). Скоро сви стари бољшевици пре 1918. су очишћени. Троцки је искључен из партије 1927. године, прогнан у Казахстан 1928. године, избачен из СССР-а 1929. године и убијен 1940. године. Стаљин је користио чистке да политички и физички уништи своје друге формалне ривале (и бивше савезнике) оптужујући Григорија Зиновјева и Лева Камењева да стоје иза Кировљевог убиства и планирају свргавање Стаљина. На крају, ухапшени су мучени и присиљени да признају да су шпијуни и саботери, и брзо осуђени и погубљени.
Неколико показних суђења одржано је у Москви, како би послужили као пример за суђења која се очекивало од локалних судова у другим деловима земље. Била су четири кључна суђења од 1936. до 1938. године, Суђење шеснаесторици је било прво (децембар 1936); затим Суђење седамнаесторици (јануар 1937); затим суђење генералима Црвене армије, укључујући маршала Михаила Тухачевског (јун 1937); и коначно суђење Двадесет једном (укључујући Бухарина) у марту 1938. Током њих, оптужени су обично признавали саботажу, шпијунирање, контрареволуцију и заверу са Немачком и Јапаном за инвазију и поделу Совјетског Савеза. Прва суђења 1935–1936. спроводио је ОГПУ под вођством Генриха Јагоде . Заузврат, тужиоцима је суђено и погубљено. Тајна полиција је преименована у НКВД, а контрола је дата Николају Јежову, познатом као "Крвави патуљак".
„Велика чистка“ захватила је Совјетски Савез 1937. године. Била је надалеко позната као „Јежовшчина“, „Јежовска владавина“. Стопа хапшења била је запањујућа. Само у оружаним снагама очишћено је 34.000 официра, укључујући многе на вишим чиновима. Чистили су се цео Политбиро и већи део Централног комитета, заједно са страним комунистима који су живели у Совјетском Савезу и бројним интелектуалцима, бирократама и директорима фабрика. Укупан број људи који су затворени или погубљени током Јежовшчине износио је око два милиона. До 1938. масовне чистке су почеле да нарушавају инфраструктуру земље, а Стаљин је почео да их гаси. Јежов је постепено разрешен власти. Јежов је разрешен свих овлашћења 1939, а затим му је суђено и погубљен 1940. Његов наследник на месту шефа НКВД-а (од 1938. до 1945. године) био је Лаврентиј Берија, Стаљинов пријатељ, родом из Грузије. Хапшења и погубљења настављена су до 1952. године, иако се ништа на нивоу Јежовшчине никада више није догодило.
Током овог периода, пракса масовног хапшења, мучења и затварања или погубљења без суђења свакога кога је тајна полиција сумњичила да се супротставља Стаљиновом режиму постала је уобичајена. По сопственој процени НКВД-а, само у периоду 1937–1938. стрељано је 681.692 људи, а стотине хиљада политичких затвореника пребачено је у радне логоре Гулаг. Масовни терор и чистке били су мало познати спољном свету, а неки западни интелектуалци и сапутници су наставили да верују да су Совјети створили успешну алтернативу капиталистичком свету. Године 1936. земља је усвојила свој први формални устав, који је само на папиру давао слободу говора, вероисповести и окупљања.
У марту 1939. године у Москви је одржан 18. конгрес Комунистичке партије. Већина делегата присутних на 17. конгресу 1934. године је отишла, а Литвинов је жестоко хвалио Стаљина, а западне демократије критиковале су зато што нису усвојиле принципе „колективне безбедности“ против нацистичке Немачке.

### Тумачење чистки
Међу историчарима су се појавиле две главне линије тумачења. Прва тврди да су чистке одражавале Стаљинове амбиције, његову параноју и његову унутрашњу жељу да повећа своју моћ и елиминише потенцијалне ривале. Ревизионистички историчари објашњавају чистке теоретисањем да су ривалске фракције искористиле Стаљинову параноју и користиле терор да побољшају своју позицију. Питер Вајтвуд испитује прву чистку, усмерену на војску, и долази до трећег тумачења да: Стаљин и други највиши лидери, под претпоставком да су увек били окружени непријатељима, увек су били забринути због рањивости и лојалности Црвене армије. То није била смицалица – Стаљин је у то заиста веровао. „Стаљин је напао Црвену армију јер је озбиљно погрешно схватио озбиљну безбедносну претњу“; тако „изгледа да је Стаљин искрено веровао да су се непријатељи подржани страном инфилтрирали у редове и успели да организују заверу у самом срцу Црвене армије. Чистка је дубоко погодила од јуна 1937. до новембра 1938. уклонивши 35.000; многи су погубљени. Историчари често наводе овај поремећај као фактор за његов катастрофалан војни учинак током немачке инвазије.

## Спољни односи 1927–1939
Совјетска влада је изгубила приватне компаније у страном власништву током стварања РСФСР-а и СССР-а. Страни инвеститори нису добили никакву новчану или материјалну надокнаду. СССР је такође одбио да плати дугове из царске ере страним дужницима. Млада совјетска држава била је парија због свог отворено изреченог циља да подржи свргавање капиталистичких влада. Спонзорисала је радничке побуне за рушење бројних капиталистичких европских држава, али све су пропале. Лењин је преокренуо радикалне експерименте и обновио неку врсту капитализма са НЕЦ-ом. Коминтерни је наређено да престане са организовањем побуна. Почевши од 1921. Лењин је тражио трговину, зајмове и признање. Једна по једна, стране државе су поново отварале трговинске линије и признавале совјетску власт. Сједињене Државе су биле последња велика држава која је признала СССР 1933. године. Године 1934. француска влада је предложила савез и навела 30 влада да позову СССР да се придружи Лиги народа. СССР је стекао легитимитет, али је протеран из организације у децембру 1939. због агресије на Финску.
Стаљин је 1928. водио левичарску политику засновану на његовом уверењу у постојећу непосредну велику кризу капитализма. Различитим европским комунистичким партијама је наређено да не формирају коалиције и уместо тога да прогласе умерене социјалисте као социјалфашисте. Активисти су послани у синдикате да преузму контролу од социјалиста – потез који британски синдикати никада нису опростили. До 1930. стаљинисти су почели да сугеришу вредност савеза са другим партијама, а до 1934. појавила се идеја о формирању Народног фронта. Агент Коминтерне Вили Минценберг био је посебно ефикасан у организовању интелектуалаца, антиратних и пацифистичких елемената да се придруже антинацистичкој коалицији. Комунисти би формирали коалиције са било којом странком за борбу против фашизма. За стаљинисте је Народни фронт био једноставно средство, али је десничарима представљао пожељан облик транзиције ка социјализму.
Француско-совјетски односи су у почетку били непријатељски јер се СССР званично противио мировном решењу из Првог светског рата из 1919. које је Француска снажно заговарала. Док је Совјетски Савез био заинтересован за освајање територија у источној Европи, Француска је била одлучна да заштити тамошње новонастале државе. Међутим, спољна политика Адолфа Хитлера била је усредсређена на масовно заузимање централноевропских, источноевропских и руских земаља за сопствене циљеве, а када се Хитлер повукао са Светске конференције о разоружању у Женеви 1933. године, претња је стигла кући. Совјетски министар спољних послова Максим Литвинов преокренуо је совјетску политику у вези са Париским мировним споразумом, што је довело до француско-совјетског зближавања. У мају 1935. СССР је склопио пактове о узајамној помоћи са Француском и Чехословачком. Стаљин је наредио Коминтерни да формира народни фронт са левичарским и центристичким партијама против снага фашизма. Пакт је, међутим, поткопан снажним идеолошким непријатељством према Совјетском Савезу и новом фронту Коминтерне у Француској, одбијањем Пољске да дозволи Црвеној армији на свом тлу, француском одбрамбеном војном стратегијом и сталним совјетским интересом да поправи односе са нацистичким Немачка.
Совјетски Савез је испоручивао војну помоћ републиканској фракцији у Другој шпанској републици, укључујући муницију и војнике, и помогао активистима крајње левице да дођу у Шпанију као добровољци. Шпанска влада је препустила СССР-у државну благајну. Совјетске јединице су систематски ликвидирале анархистичке присталице шпанске владе. Подршка Москве влади дала је републиканцима комунистичку мрљу у очима антибољшевика у Британији и Француској, ослабивши позиве на англо-француску интервенцију у рату.
Нацистичка Немачка је прогласила Антикоминтернски пакт са империјалистичким Јапаном и фашистичком Италијом, заједно са разним државама Централне и Источне Европе (као што је Мађарска), наводно да би сузбила комунистичке активности, али реалније да би створила савез против СССР-а.

## Други светски рат
Стаљин је договорио пакт Молотов-Рибентроп, пакт о ненападању са нацистичком Немачком 23. августа заједно са немачко-совјетским трговинским споразумом за отварање економских односа. Тајни додатак пакту дао је источну Пољску, Летонију, Естонију, Бесарабију и Финску СССР-у, а западну Пољску и Литванију нацистичкој Немачкој. Ово је одражавало совјетску жељу за територијалним добитком.
Након пакта са Хитлером, Стаљин је 1939–1940 анектирао половину Пољске, три балтичке државе и северну Буковину и Бесарабију Румунији. Они више нису били тампон који раздваја СССР од немачких области, тврди Луис Фишер. Уместо тога, они су омогућили Хитлерово брзо напредовање до капија Москве.
Пропаганда се такође сматрала важним оруђем спољних односа. Међународне изложбе, дистрибуција медија као што су филмови, на пример: Александар Невски, као и позивање истакнутих страних појединаца на турнеју по Совјетском Савезу, коришћени су као метод за стицање међународног утицаја и подстицање сапутника и пацифиста да граде популарне фронтове.

## Почетак Другог светског рата
Немачка је напала Пољску 1. септембра; СССР је извршио инвазију на Пољску  17. септембра. Совјети су угушили опозицију тако што су погубили и ухапсили хиљаде. Преселили су сумњиве етничке групе у Сибир у четири таласа, 1939–1941. Процене варирају од цифре преко 1,5 милиона.
Након што је Пољска подељена са Немачком, Стаљин је поставио територијалне захтеве Финској за бодове које би браниле Лењинград. Хелсинки је, уз подршку светског јавног мњења, одбио, па је Стаљин извршио инвазију. Упркос бројчаном већем броју финских трупа од преко 2,5:1, рат се показао срамотно тешким за Црвену армију, која је била лоше опремљена за зимско време и којој су недостајали компетентни команданти од чистке совјетске врховне команде . Финци су се жестоко опирали и добили су извесну подршку и знатне симпатије од савезника. Нова претња у марту 1940. навела је Финску да затражи примирје. Напустила је Карелску превлаку и неке мање територије. Лондон, Вашингтон — а посебно Берлин — су сматрали да лоши резултати совјетске војске указују на то да је неспособна да брани СССР од немачке инвазије.
Године 1940. СССР је окупирао и анектирао Литванију, Летонију и Естонију. 14. јуна 1941. СССР је извршио прве масовне депортације из Литваније, Летоније и Естоније.
Совјетска влада је 26. јуна 1940. поставила ултиматум румунском министру у Москви, захтевајући да Краљевина Румунија одмах уступи Бесарабију и Северну Буковину. Италија и Немачка, којима је била потребна стабилна Румунија и приступ њеним нафтним пољима, позвале су краља Карола II да то учини. Под принудом, без изгледа на помоћ Француске или Британије, Керол је послушала. Совјетске трупе су 28. јуна прешле Дњестар и заузеле Бесарабију, Северну Буковину и област Херца.

### Велики отаџбински рат
Адолф Хитлер је 22. јуна 1941. изненада прекинуо пакт о ненападању и извршио инвазију на Совјетски Савез. Стаљин се није припремао за такву акцију. Совјетске обавештајне службе биле су преварене немачким дезинформацијама и инвазија је затекла совјетску војску неспремну. У ширем смислу, Стаљин је очекивао инвазију, али не тако брзо. Војска је била десеткована чисткама; било је потребно време за опоравак капацитета војне способности. До мобилизације није дошло и Совјетска армија је била тактички неспремна за инвазију. Прве недеље рата биле су катастрофа, са стотинама хиљада људи убијених, рањених или заробљених. Целе дивизије су се распале против немачког налета. Совјетски ратни заробљеници у немачким заробљеничким логорима третирани су лоше, што је довело до тога да је само 1/10 ратних заробљеника Црвене армије преживело немачке логоре. Насупрот томе, 1/3 немачких заробљеника преживела је совјетске заробљеничке логоре. Немачке трупе су стигле до предграђа Москве у децембру 1941. године, али нису успеле да је заузму, због чврсте совјетске одбране и контранапада. У Стаљинградској бици 1942–1943, Црвена армија је нанела пораз немачкој војсци. Због неспремности Јапанаца да отворе други фронт у Манџурији, Совјети су могли да повуку десетине дивизија Црвене армије назад из источне Русије. Ове јединице су биле кључне у преокрету ситуације, јер је већина њиховог официрског корпуса избегла Стаљинове чистке. Совјетске снаге су убрзо покренуле масовне контранападе дуж целе немачке линије. До 1944. Немци су потиснути из Совјетског Савеза на обале реке Висле, источно од Пруске. Пошто је совјетски маршал Георгиј Жуков напао из Пруске, а маршал Иван Конев пресекао Немачку на пола са југа, судбина нацистичке Немачке је била запечаћена. 2. маја 1945. последње немачке трупе предале су се пресрећним совјетским трупама у Берлину.

### Ратни догађаји
Од краја 1944. до 1949. велики делови источне Немачке су били под окупацијом Совјетског Савеза, а 2. маја 1945. заузет је главни град Берлин, док је преко петнаест милиона Немаца уклоњено из источне Немачке (преименоване у Опорављене територије Пољске Народна Република) и потиснута у централну Немачку (касније названу Немачка Демократска Република) и западну Немачку (касније названу Савезна Република Немачка).
Атмосфера ванредног стања и патриотског позива завладала је Совјетским Савезом током рата, а прогон православне цркве је заустављен. Цркви је сада било дозвољено да делује са приличним степеном слободе, све док се не меша у политику. Године 1944. написана је нова совјетска национална химна, која је заменила Интернационалу, која је коришћена као национална химна од 1918. године. Ове промене су направљене јер се сматрало да ће народ боље одговорити на борбу за своју земљу него на политичку идеологију.
Совјети су поднели највећи терет и дали највеће жртве током Другог светског рата јер Запад није отворио други копнени фронт у Европи све до инвазије Италије и битке за Нормандију. У рату је убијено око 26,6 милиона Совјета, од којих 18 милиона цивила. Цивили су сакупљени и спаљени или стрељани у многим градовима које су нацисти освојили. Совјетској војсци која се повлачила је наређено да води политику спаљене земље при чему је совјетским трупама у повлачењу наређено да униште цивилну инфраструктуру и залихе хране тако да их нацистичке немачке трупе не могу користити.
Првобитну Стаљинову изјаву из марта 1946. да је било 7 милиона ратних мртвих , Никита Хрушчов је ревидирао 1956. године са округлим бројем од 20 милиона. Крајем 1980-их, демографи у Државном комитету за статистику ( Госкомстат) поново су погледали користећи демографске методе и дошли до процене од 26–27 милиона. Направљене су разне друге процене. Према најдетаљнијим проценама, отприлике две трећине процењених смртних случајева били су цивилни губици. Међутим, подела ратних губитака по националности је мање позната. Једна студија, која се ослања на индиректне доказе из пописа становништва из 1959. године, открила је да, док су у погледу укупних људских губитака главне словенске групе претрпеле највише, највеће губитке у односу на величину становништва претрпеле су мањинске националности углавном из европске Русије, међу групама из који су људи сакупљени на фронт у батаљоне националности и изгледа да су несразмерно страдали.
После рата, Совјетски Савез је окупирао и доминирао Источном Европом, у складу са совјетском идеологијом.
Стаљин је био одлучан да казни оне народе за које је сматрао да су сарађивали са Немачком током рата и да се позабави проблемом национализма, који би раздвојио Совјетски Савез. Милиони Пољака, Летонаца, Грузијаца, Украјинаца и других етничких мањина депортовани су у Гулаге у Сибиру. (Претходно, након анексије источне Пољске 1939. године, хиљаде официра пољске војске, укључујући резервисте, погубљено је у пролеће 1940. године, у ономе што је постало познато као масакр у Катину.) Поред тога, 1941, 1943. и 1944. неколико читавих народа је депортовано у Сибир, Казахстан и Централну Азију, укључујући, између осталих, Поволшке Немце, Чечене, Ингуше, Балкарце, Кримске Татаре и Турке Мешкетије. Иако су ове групе касније политички „рехабилитоване“, неке никада нису враћене у своје бивше аутономне области.
Истовремено, у чувеној здравици за Дан победе у мају 1945. године, Стаљин је величао улогу руског народа у поразу фашиста: „Желео бих да наздравим здрављу нашег совјетског народа и, пре свега, руски народ. Пијем, пре свега, за здравље руског народа, јер су у овом рату заслужили опште признање као водећа снага Совјетског Савеза међу свим народностима наше земље… И ово поверење руског народа у совјетску власт било је одлучујућа снага, која је обезбедила историјску победу над непријатељем човечанства – над фашизмом…"
Други светски рат је резултовао огромним уништењем инфраструктуре и становништва широм Евроазије, од Атлантика до Тихог океана, при чему готово ниједна земља није остала неповређена. Совјетски Савез је био посебно разорен због масовног уништавања индустријске базе коју је изградио 1930-их. СССР је такође доживео велику глад у периоду 1946–1948 због ратних разарања које су коштале око 1 до 1,5 милиона живота, као и секундарних губитака становништва услед смањене плодности. Међутим, Совјетски Савез је опоравио своје производне капацитете и превазишао предратне способности, поставши до краја рата земља са најмоћнијом копненом војском у историји и са најмоћнијим војним производним капацитетима.

### Рат и стаљинистички индустријско-војни развој
Иако је Совјетски Савез добијао помоћ и оружје од Сједињених Држава у оквиру Закона о зајму и најму, совјетска производња ратног материјала била је већа од оне у нацистичкој Немачкој због брзог раста совјетске индустријске производње током међуратних година (додатне залихе из кредита) лизинг је чинио око 10–12% сопствене индустријске производње Совјетског Савеза). Другим петогодишњим планом производња челика је подигнута на 18 милиона тона, а угља на 128 милиона тона. Пре него што је прекинут, Трећи петогодишњи план произвео је не мање од 19 милиона тона челика и 150 милиона тона угља.
Индустријска производња Совјетског Савеза обезбедила је индустрију наоружања која је подржавала њихову војску, помажући јој да се одупре нацистичкој војној офанзиви. Према Роберту Л. Хачингсу, „тешко да се може сумњати да би, да је дошло до споријег развоја индустрије, напад био успешан и светска историја би се развијала сасвим другачије“. За раднике укључене у индустрију, међутим, живот је био тежак. Радници су подстицани да испуне квоте и превазиђу их кроз пропаганду, као што је стахановски покрет.
Неки историчари, међутим, неспремност Совјетског Савеза да се брани тумаче као недостатак у Стаљиновом економском планирању. Дејвид Ширер, на пример, тврди да је постојала „командно-административна економија“, али није била „планска“. Он тврди да је Совјетски Савез још увек патио од Велике чистке и да је био потпуно неприпремљен за немачку инвазију. Економиста Холланд Хунтер, поред тога, тврди у свом преамбициозном првом совјетском петогодишњем плану, да је био доступан низ „алтернативних путева, који су еволуирали из ситуације која је постојала крајем 1920-их… која је могла бити добра као оне постигнуте, рецимо, 1936. године, али са далеко мање турбуленција, отпада, разарања и жртава."

## Хладни рат

### Совјетска контрола над источном Европом
После Другог светског рата, Совјетски Савез је проширио свој политички и војни утицај на источну Европу, у потезу који су неки видели као наставак старије политике Руске империје . Неке територије које је Совјетска Русија изгубила у Брест-Литовском споразуму (1918) припојиле су Совјетском Савезу после Другог светског рата: балтичке државе и источни делови међуратне Пољске. Руска СФСР је такође добила од Немачке северну половину Источне Пруске (Калињинградска област). Украјинска ССР је од Чехословачке добила Закарпатје (као Закарпатска област), а од Румуније северну Буковину насељену Украјинцима (као Черновачка област). Коначно, до касних 1940-их, просовјетске комунистичке партије победиле су на изборима у пет земаља централне и источне Европе (посебно у Пољској, Чехословачкој, Мађарској, Румунији и Бугарској) и касније постале народне демократије. Ови избори се генерално сматрају намештеним, а западне силе су их признале као спектакуларне изборе. За време Хладног рата, земље источне Европе постале су совјетске сателитске државе — биле су „независне“ нације, које су биле једнопартијске комунистичке државе чије је генералног секретара морао да одобри Кремљ, па су њихове владе обично задржале своје политика у складу са жељама Совјетског Савеза, иако су националистичке снаге и притисци унутар сателитских држава играли улогу у изазивању извесног одступања од строге совјетске владавине.

### Совјетско-амерички односи
СССР-у је хитно била потребна муниција, храна и гориво које су обезбеђивале САД, а такође и Британија, првенствено путем Закона о зајму и најму. Три силе су одржавале редован контакт, а Стаљин је покушавао да задржи вео тајне над унутрашњим пословима. Черчил и други највиши Совјети су посетили Москву, као и Рузвелтов главни помоћник Хари Хопкинс. Стаљин је више пута тражио да Сједињене Државе и Британија отворе други фронт на континенталној Европи; али до инвазије савезника дошло је тек у јуну 1944. више од две године касније. У међувремену, Руси су претрпели велике губитке, а Совјети су се суочили са теретом немачке снаге. Савезници су истакли да је њихово интензивно ваздушно бомбардовање главни фактор који је Стаљин игнорисао.
После Другог светског рата, Совјетски Савез је проширио свој политички и војни утицај на источну Европу, у потезу који су неки видели као наставак старије политике Руске империје. Неке територије које је Совјетска Русија изгубила у Брест-литовском споразуму (1918) припојиле су Совјетском Савезу после Другог светског рата: балтичке државе и источни делови међуратне Пољске. Руска СФСР је такође добила од Немачке северну половину Источне Пруске (Калињинградска област). Украјинска ССР је од Чехословачке добила Закарпатје (као Закарпатска област), а од Румуније северну Буковину насељену Украјинцима (као Черновачка област). Коначно, до касних 1940-их, просовјетске комунистичке партије победиле су на изборима у пет земаља централне и источне Европе (посебно у Пољској, Чехословачкој, Мађарској, Румунији и Бугарској) и касније постале народне демократије. Ови избори се генерално сматрају намештеним, а западне силе су их признале као спектакуларне изборе. За време Хладног рата, земље источне Европе постале су совјетске сателитске државе — биле су „независне“ нације, које су биле једнопартијске комунистичке државе чије је генералног секретара морао да одобри Кремљ, па су њихове владе обично задржале своје политика у складу са жељама Совјетског Савеза, иако су националистичке снаге и притисци унутар сателитских држава играли улогу у изазивању извесног одступања од строге совјетске владавине.

### Корејски рат
Године 1950. Совјетски Савез је протестовао због чињенице да кинеско место у Савету безбедности Уједињених нација држи националистичка влада Кине, и бојкотовао је састанке. Док је Совјетски Савез био одсутан, УН су донеле резолуцију којом су осудиле акције Северне Кореје и на крају понудиле војну подршку Јужној Кореји. После овог инцидента Совјетски Савез никада није изостао на састанцима Савета безбедности.

## Догађаји у СССР

### Цензура
Уметност и наука су биле подвргнуте ригорозној цензури. Тамо где је раније Сверуски савез писаца (АУВ) покушавао да објављује аполитично писање, Руско удружење пролетерских писаца (РАПП) инсистирало је на значају политике у књижевном раду и објављивало садржаје који су првенствено оличавали хегемонију радничког… класне вредности у фикцији . Године 1925, РАПП је покренуо кампању против председника АУВ Јевгенија Замјатина . То је резултирало поразом АУВ-а, а њих је заменио Сверуски савез совјетских писаца, који је стриктно усвојио књижевни стил социјалистичког реализма. Совјетске студије биологије биле су под јаким утицајем сада дискредитованог биолога Трофима Лисенка, који је одбацио концепт менделовог наслеђа у корист једног облика ламаркизма. У физици, теорија релативности је одбачена као буржоаски идеализам. Велики део ове цензуре био је дело Андреја Жданова до његове смрти од срчаног удара 1948.
Стаљинов култ личности достигао је врхунац у послератном периоду, а његова слика је била окачена у свакој школи, фабрици и владиној канцеларији, али се ретко појављивао у јавности. Послератна обнова се одвијала брзо, али како је нагласак био на тешкој индустрији и енергетици, животни стандард је остао низак, посебно ван великих градова.

### Послератни период
Блага политичка либерализација која се догодила у Совјетском Савезу током рата брзо је окончана 1945. године. Православна црква је после рата углавном није била систематски нападана и чак јој је било дозвољено да штампа мале количине верске литературе, али је прогон мањинских вероисповести настављен. Стаљину и Комунистичкој партији приписане су пуне заслуге за победу над Немачком, а генерали попут Жукова су деградирани у регионалне команде. Са почетком Хладног рата, појачана је антизападна пропаганда, при чему је капиталистички свет приказан као декадентно место где су харали криминал, незапосленост и сиромаштво.
У касном стаљинистичком периоду појавио се прећутни „велики договор“ између државе и совјетске номенклатуре и стручњака чији је статус одговарао статусу средње класе на Западу, под којим би држава прихватила „буржоаске“ навике као што је степен конзумеризма, романтику и домаћинство у замену за непоколебљиву лојалност номенклатуре држави. Неформални „велики посао“ био је резултат Другог светског рата, јер је многа совјетска средња класа очекивала виши животни стандард након рата у замену за прихватање ратних жртава, а пошто совјетски систем није могао да функционише са неопходним техничких стручњака и номенклатуре, држави су биле потребне услуге таквих људи, што је довело до неформалног „великог посла“. Штавише, током рата, држава је у одређеној мери ублажила своју контролу и дозволила постојање неформалних пракси које су обично биле у супротности са правилима. После 1945. године, попуштање друштвене контроле никада није у потпуности прекинуто јер је уместо тога држава настојала да кооптира одређене елементе становништва, дозвољавајући кршење одређених правила под условом да је становништво у целини остало лојално. Један од резултата „великог посла“ био је пораст материјализма, корупције и непотизма који су наставили да боје свакодневни живот у Совјетском Савезу до краја његовог постојања. Још један пример „велике ствари“ било је објављивање серије љубавних романа намењених женској публици која је почела касних 1940-их година; избор предмета који је био незамислив пре рата.
Конкретно, касних 1940-их дошло је до успона вори в законе („лопови у закону“) пошто је познат руски организовани криминал који чини веома препознатљиву субкултуру са својим дијалектом руског. Упркос свом имену, вори в законе нису само лопови, већ се баве читавим спектром криминалних активности. Вори в законе су добро прошли као трговци на црно у друштву које је патило од несташице основних добара. Талас криминала који је захватио Совјетски Савез касних 1940-их био је извор великог узнемирења јавности у то време. Посебан извор забринутости био је пораст малолетничког криминала. Једна полицијска студија из 1947. показивала је да се 69% свих злочина починили тинејџери млађи од 16 година  Већина малолетних криминалаца била су сирочад из рата живећи на улици који су се окренули криминалу као једином начину да преживе. Већина притужби на малолетнички криминал односила се на децу на улици која раде као проститутке, лопови или унајмљују своје услуге према вори в законе.
Велики отаџбински рат, упркос огромним страдањима и губицима, почео је да се гледа носталгично као на време узбуђења, авантуре, опасности и националне солидарности, док се на живот у послератном времену гледало као на досадан, устајао, свакодневни и као на време. када људи стављају своје индивидуалне интересе испред већег добра.  Постојао је широко распрострањен осећај да је, иако је рат добијен, мир изгубљен јер су ратна очекивања и наде за бољим светом после рата пропале.  Послератно доба је видело појаву различитих субкултура које су обично на неки начин одступале од онога што се званично приписивало (на пример слушање кријумчарених плоча западне поп музике), а у зависности од природе субкултура су се или толерисале од стране власти или разбијен.  Још један послератни друштвени тренд била је појава већег индивидуализма и трагања за приватношћу како је расла потражња за приватним становима, док су они у урбаним срединама настојали да проводе више времена на селу, где је држава имала мање контроле над свакодневним животом. За припаднике номенклатуре, крајњи статусни симбол постала је дача на селу где су номенклатура и њихове породице могле да уживају далеко од знатижељних очију. Други су тражили свој лични простор тако што су се посветили аполитичним активностима као што је нука или селећи се у удаљени регион као што је Сибир где је држава имала мању контролу. Појавиле су се неформалне мреже пријатеља и рођака познате као свои („свој“) које су функционисале као друштва за самопомоћ, и често су постале пресудне за одређивање нечијег друштвеног успеха јер би чланство у правом свои могло побољшати шансе за нечију децу похађати престижни универзитет или омогућити да набави основна добра у недостатку, као што је тоалет папир. Још један пример друштвеног тренда ка већем личном простору за обичне људе био је пораст популарности ундергроунд поезије и самиздат књижевности која је критиковала совјетски систем.
Упркос свим напорима власти, многи млади људи касних 1940-их волели су да слушају емисије Гласа Америке и Британске радиодифузне корпорације на руском језику, што је довело до велике кампање покренуте 1948. са циљем да дискредитује оба радија. станице као „капиталистичка пропаганда”. Исто тако, часописи Америка и Британскии Соиузник (Британски савезник) које су издавале америчка и британска влада били су веома популарни међу младим људима касних 1940-их, распродавали су се за неколико минута након појављивања на киосцима у Москви и Лењинграду (модерни Санкт Петербург). Немачка историчарка Јулијане Ферст је упозорила да интересовање младих људи за англоамеричку културу није нужно одбацивање совјетског система, већ је одраз пуке радозналости за свет изван Совјетског Савеза. Фурст је писао да су многи млади људи у касним 1940-им - раним 1950-има показивали амбивалентне ставове, будући да су с једне стране били убеђени да је њихова нација највећа и најпрогресивнија нација на свету, док су у исто време показивали извесну мучну сумњу у себе и веровање да би тамо могло бити нешто боље. Начин на који се руски национализам спојио са комунизмом током Великог отаџбинског рата да би се створио нови совјетски идентитет заснован подједнако на поносу што је Рус и што је комуниста омогућио је властима да критикују совјетски систем као „непатриотски“, што је за време као да је одбило елементе сумње у себе који су владали у одређеним сегментима људи.
Упркос свим напорима власти, многи млади људи касних 1940-их волели су да слушају емисије Гласа Америке и Британске радиодифузне корпорације на руском језику, што је довело до велике кампање покренуте 1948. са циљем да дискредитује оба радија. станице као „капиталистичка пропаганда”. Исто тако, часописи Америка и Британскии Соиузник ( Британски савезник) које су издавале америчка и британска влада били су веома популарни међу младим људима касних 1940-их, распродавали су се за неколико минута након појављивања на киосцима у Москви и Лењинграду (модерни Санкт Петербург). Немачка историчарка Јулијане Ферст је упозорила да интересовање младих људи за англоамеричку културу није нужно одбацивање совјетског система, већ је одраз пуке радозналости за свет изван Совјетског Савеза. Фурст је писао да су многи млади људи у касним 1940-им - раним 1950-има показивали амбивалентне ставове, будући да су с једне стране били убеђени да је њихова нација највећа и најпрогресивнија нација на свету, док су у исто време показивали извесну мучну сумњу у себе и веровање да би тамо могло бити нешто боље. Начин на који се руски национализам спојио са комунизмом током Великог отаџбинског рата да би се створио нови совјетски идентитет заснован подједнако на поносу што је Рус и што је комуниста омогућио је властима да критикују совјетски систем као „непатриотски“, што је за време као да је одбило елементе сумње у себе који су владали у одређеним сегментима људи.
Још један знак растуће потраге за сопственим личним простором након 1945. била је популарност аполитичних филмова као што су мјузикли, комедије и романсе у односу на више политичких филмова који су величали комунизам. Касне 1940-те биле су време онога што је мађарски историчар Петер Кенз назвао „глађу за филмом“, пошто совјетска филмска индустрија није могла да објави довољно филмова због проблема које је представљала послератна обнова, онда су совјетски биоскопи приказивали америчке и немачке филмове које је Црвена армија снимила у источним деловима Немачке и у источној Европи, познати у Совјетском Савезу као „трофејни филмови“. На велику бригу власти, амерички филмови као што су Вруће двадесете, Гроф Монте Кристо и Сунчана долина показали су се изузетно популарним код совјетске публике. Најпопуларнији од свих страних филмова били су немачко-мађарски романтични музички филм Девојка мојих снова из 1941. који је објављен у Совјетском Савезу 1947. и амерички филм Тарзанове њујоршке авантуре из 1941. године, који је објављен 1947. Совјетски Савез 1951. Музичар Булат Окуџава се присећа: „То је била једина ствар у Тбилисију због које су сви сишли с ума, трофејни филм Девојка мојих снова са изванредном и неописивом Мариком Рек у главној улози. У граду је стао нормалан живот. Сви су причали о филму, трчали су да га погледају кад год су имали прилику, на улицама су звиждали мелодије из њега, са полуотворених прозора чујете како људи свирају мелодије из њега на клавиру“.
Још касних 1940-их, аустријски научник Франц Боркенау је тврдио да совјетска влада није била монолитна тоталитарна машина, већ да је подељена на огромне мреже кланова (покровитељства) које се протежу од елите до најнижих рангова власти са Стаљином више као крајњи арбитар различитих фракција уместо да буде вођа државе типа 1984. Боркенауове технике су биле ситна анализа званичних совјетских изјава и релативног постављања разних званичника у Кремљ у свечаним приликама како би се утврдило који совјетски званичник је уживао Стаљинову наклоност, а који не.  Знакови као што су уводници у новинама, спискови гостију у формалним приликама, читуље у совјетским новинама и извештаји о званичним говорима били су важни за идентификацију различитих мрежа кувара. Боркенау је тврдио да чак и мале промене у формалистичком језику совјетске државе понекад могу указивати на важне промене: „Политичка питања се морају тумачити у светлу формула, политичких и других, и њихове историје; и такво тумачење се не може безбедно закључити док се не утврди цела историја дате формуле од њеног првог изрицања“.
Терор тајне полиције настављен је и у послератном периоду. Иако се ништа упоредиво са интензитетом из 1937. године никада више није догодило, било је много мањих чистки, укључујући масовну чистку апарата Комунистичке партије Грузије 1951–52. Почевши од 1949. године, главни непријатељ државе почео је да се приказује као „космополите без корена“, што је израз који никада није прецизно дефинисан. Израз „космополита без корена“ у пракси се користио за напад на интелектуалце, Јевреје.
Стаљиново здравље се такође нагло погоршало после Другог светског рата. У јесен 1945. доживео је мождани удар и месецима је био болестан. Након тога уследио је још један мождани удар 1947. године. Стаљин је постао мање активан у свакодневном вођењу државе и уместо на партијске састанке, радије је позивао чланове Политбироа на целовечерње вечере где би гледао филмове и терао их да се напију и срамоте или говоре нешто инкриминишуће.
У октобру 1952. одржан је први послератни партијски конгрес у Москви. Стаљин није био дорастао да изнесе главни извештај и већину заседања је седео у тишини док су Никита Хрушчов и Георгиј Маленков држали главне говоре. Међутим, предложио је да се партија преименује из „Свесавезна партија бољшевика“ у „Комунистичку партију Совјетског Савеза“ на основу тога да је „једном било потребно да се разликујемо од мењшевика, али мењшевика више нема. Ми смо сада цела странка." Стаљин је такође поменуо своју поодмакнуту животну доб (два месеца од 73) и сугерисао да је можда време за пензионисање. Очекивано, нико на конгресу се није усудио да се сложи са тим и делегати су уместо тога молили да он остане.
Првог марта 1953. Стаљинов штаб га је пронашао у полусвесном стању на поду спаваће собе његове даче. Имао је церебрално крварење. Стаљин је умро 5. марта 1953. Обдукција је показала да је умро од церебралне хеморагије и да је такође патио од тешког оштећења можданих артерија услед атеросклерозе. Могуће је да је Стаљин убијен. Берија је осумњичен за убиство, иако се никада нису појавили чврсти докази.
Стаљин није предоредио наследника за преузимање власти нити оквир у којем би се могао извршити пренос власти. Централни комитет се састао на дан његове смрти, а Маленков, Берија и Хрушчов су се појавили као кључне личности партије. Систем колективног вођства је обновљен и уведене су мере да се спречи да било који члан поново постигне аутократску доминацију. Колективно руководство укључивало је следећих осам високих чланова Президијума Централног комитета Комунистичке партије Совјетског Савеза, наведених према редоследу првенства представљеном званично 5. марта 1953: Георгиј Маленков, Лаврентиј Берија, Вјачеслав Молотов, Климент Ворошилов, Никита Хрушчов, Николај Булгањин, Лазар Каганович и Анастас Микојан. Реформе совјетског система су одмах спроведене. Економска реформа је смањила масовне грађевинске пројекте, ставила нови нагласак на изградњу кућа и ублажила нивое опорезивања сељаштва да би стимулисала производњу. Нови лидери су тражили зближавање са Социјалистичком Федеративном Републиком Југославијом и мање непријатељски однос са Сједињеним Државама, тежећи преговорима око окончања Корејског рата у јулу 1953. Лекари који су били затворени су били ослобођен и антисемитске чистке су престале. Издата је масовна амнестија из 1953. за одређене категорије затвореника, чиме је преполовљена затвореничка популација у земљи, док је реформисана државна безбедност и систем Гулага, а тортура је забрањена у априлу 1953.